# Grenadier Guards
Au sein de l'armée britannique, les Grenadier Guards constituent l'un des cinq régiments d'infanterie de la Garde de la Maison du souverain (Household Division ou Division de la Maison royale).
La cavalerie de la Garde est constituée des Horse Guards du Household Cavalry Regiment, créé par la fusion des Life Guards et des Blues and Royals.

## Description
C’est le premier régiment de l'infanterie de la Garde - les Royal Foot Guards - qui comprend cinq régiments à un bataillon depuis 1992 :
- les Grenadier Guards sont issus du régiment de Lord Wentworth, levé en 1656, chargé de la garde rapprochée du roi Charles II alors en exil en Belgique. L’appellation actuelle date de 1877 ;
- les Coldstream Guards, deuxième régiment des gardes ;
- les Scots Guards, gardes écossais, troisième régiment des gardes ;
- les Irish Guards, gardes irlandais, quatrième régiment des gardes ;
- les Welsh Guards, gardes gallois, cinquième régiment des gardes.

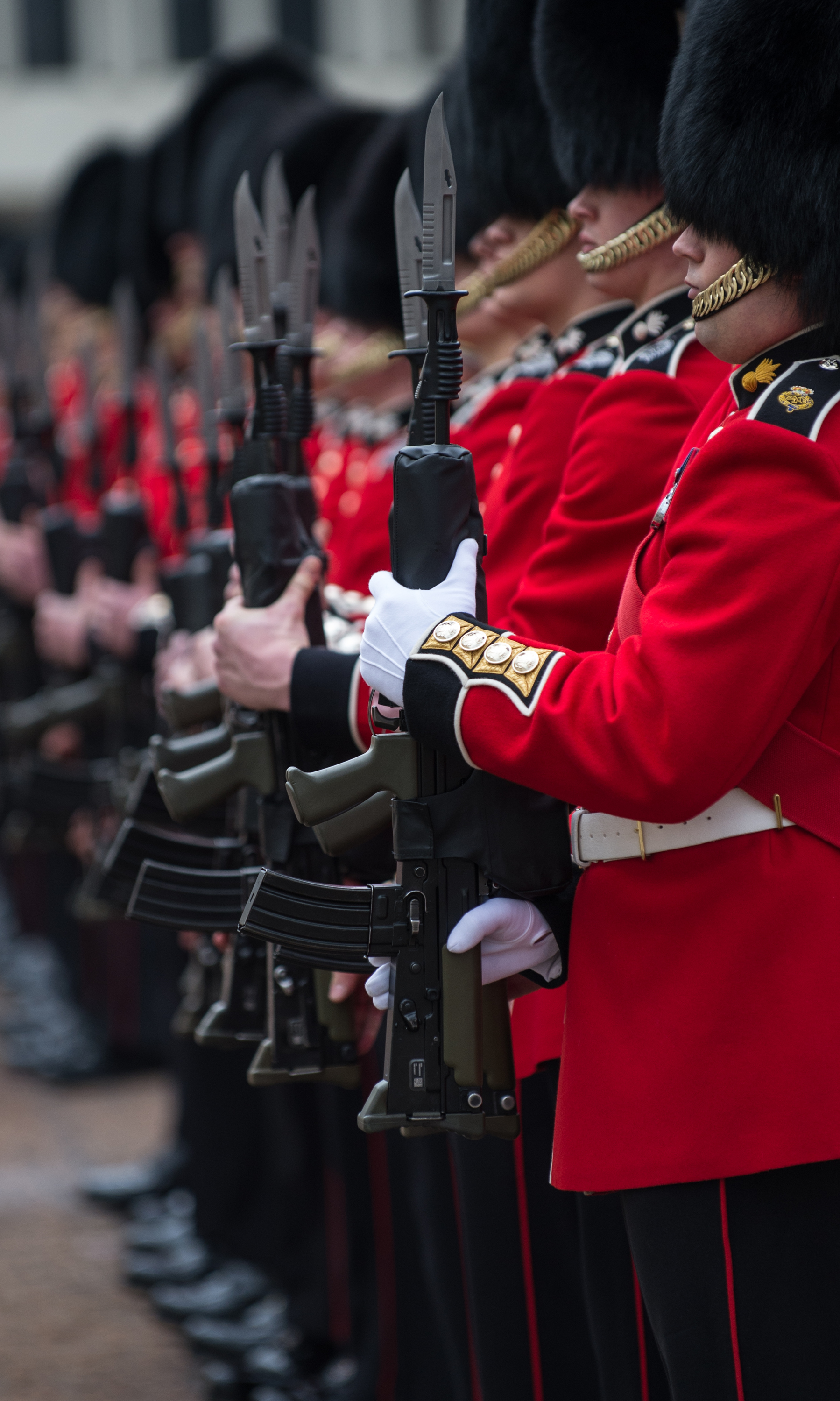
Grenadiers de la garde portant leur uniforme d’été.

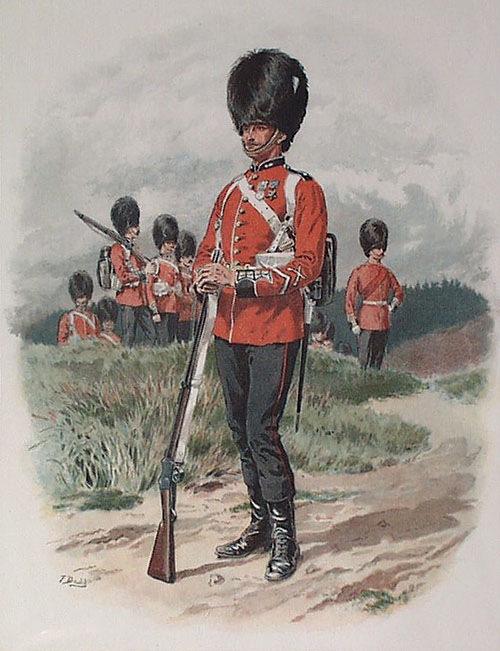
Uniforme et bonnet à poils des Grenadier Guards, The Illustrated London News, 1889.

Les trois premiers régiments disposent d’une compagnie supplémentaire qui reprend les couleurs et les traditions des 2e bataillons disparus lors de la réforme de 1992 (no 2 Company, 2nd Bn Grenadier Guards (renommée Nijmegen Company), no 7 Company, 2nd Bn Coldstream Guards et F Company, 2nd Bn Scots Guards). Ces trois compagnies installées aux Chelsea Barracks (casernes de Chelsea) à Londres sont chargées du cérémonial et de la sécurité des bâtiments.
Leur célèbre uniforme comprend une tunique rouge et un bonnet noir en poil d’ours (poil d’ourse pour les officiers) adopté en 1831. Il est emprunté aux grenadiers à pied de la Garde impériale de Napoléon Ier, vaincus à Waterloo en 1815. Pensant avoir défait un régiment de grenadiers de la garde, il change de nom en 1815 devenant ainsi le Grenadier Guard. En réalité, le régiment avait défait les chasseurs du 3e et 4e chasseurs.
On différencie les gardes à la couleur de l’aigrette du bonnet, au nombre et à l’alignement des boutons, ainsi qu’aux insignes de col et aux épaulettes :
- Grenadier : plumet blanc à gauche et boutons à espaces réguliers (car 1er régiment d'infanterie) ;
- Coldstream : plumet rouge à droite et boutons groupés par 2 (car 2e régiment) ;
- Écossais : pas de plumet et boutons groupés par 3 (car 3e régiment) ;
- Irlandais : plumet bleu à droite et boutons groupés par 4 (car 4e régiment) ;
- Gallois : plumet vert et blanc à gauche et boutons groupés par 5 (car 5e régiment).

La 1re compagnie du régiment des Grenadier Guards constitue la Queen's (ou King's) Own Company (compagnie de la Reine ou du Roi).
La princesse Élisabeth a reçu le titre honorifique de colonel en chef des Grenadier Guards le 24 février 1942. C'est la nomination la plus élevée qu'un membre de la famille royale peut recevoir de la part d'un régiment. Le prince Philip, duc d’Édimbourg, en est le colonel de 1975 à 2017. Quand leur fils, le roi Charles III, a accédé au trône en 2022, il est devenu colonel en chef. La reine, Camilla, est colonel honoraire.

## Campagnes et batailles
- Guerre de Succession d'Autriche

11 mai 1745 : bataille de Fontenoy